# 臭化スカンジウム(III)
臭化スカンジウム(III)(Scandium bromide)は、化学式ScBr3の無機化合物で、吸湿性を持ち、水に可溶な三ハロゲン化物である。

## 生成
気体臭素中で、スカンジウムを燃焼させることにより得られる。
2 Sc(s) + 3 Br2(g) → 2 ScBr3(s)

## 利用
臭化スカンジウム(III)は、Sc19Br28Z4, (Z=Mn, Fe, Os or Ru)等の珍しいクラスターの固相合成に用いられる。